# Agurk Players
Agurk Players var ett funk/rock band från Lund som var verksamt 1992–1996. En del av medlemmarna i bandet är idag med i bandet Damn! som är kanske mest känt för att turnera med Timbuktu. Bandets namn (Agurk Players) är en lek med det danska uttrycket att "gå agurk", som betyder ungefär att ha ett vansinnesutbrott.

## Medlemmar
- Svante Lodén sång
- Torbjörn Righard saxofon
- Nanok Bie skivspelare
- Jens Lodén bas
- Måns Block trummor

## Diskografi
- 76.26 minutes with Agurk Players.[1] Egenutgiven, 1993.
- $$[2] 1994.
- Body function mama.[3] PPP. 1995.